# 김근사
김근사(金謹思, 1466년 ~ 1539년)는 조선의 문신이다. 자는 명통(明通), 본관은 연안이다.

## 생애
1486년에 생원시에 합격하고 1494년, 별시문과에 병과로 급제하여 사헌부지평, 사헌부장령 등을 거쳐 사헌부정언, 홍문관교리를 지내고 1509년, 경차관을 거쳐 1512년, 우부승지, 좌부승지, 좌승지를 거쳐 1515년에는 홍문관부제학, 대사간 등을 지냈다. 1517년, 판결사, 충청도관찰사, 형조참의, 병조참의를 지내고 1519년, 기묘사화가 일어나자 김안로의 일파 승지가 되고 도승지를 거쳐 1520년, 이조참판, 형조참판, 예조참판을 거쳐 1525년, 동지돈녕부사로 있으면서 하정사로써 명나라에 다녀왔으며 1526년, 황해도관찰사, 평안도관찰사, 동지중추부사, 한성부우윤, 대사헌, 공조참판, 병조참판, 한성부판윤을 지냈다. 이어서 1531년, 병조판서, 이조판서, 예조판서, 공조판서, 형조판서, 판의금부사를 지내고 1533년에는 우의정에 오르고 다시 좌의정 겸 세자사부가 되었으며 1535년, 영의정에 올랐다.

## 가족 관계
- 조부 : 김원신(金元臣)
  - 부친 : 김면(金勉)
  - 모친 : 이해(李垓)의 딸
    - 남동생 : 김경사(金敬思)
    - 부인 : 조순(趙純)의 3녀 평양 조씨[1]
      - 양자 : 김부(金溥) - 남동생 김경사(金敬思)의 아들

1. ↑  효령대군의 고손녀
효령대군 → 의성군 이채(誼成君 李寀) → 무송군 이전(茂松君 李恮) → 조순(趙純)의 처 이씨 → 조씨부인